# 利良奕
利良奕（？—？），五邑華僑，廣東开平人，出生于农村。

## 生平
利良奕為利希慎父親，利希慎家族成員的源頭，從事鴉片買賣起家。利良奕在19世紀已婚，曾經到香港，再往美國舊金山當華工，人稱所謂淘金者。之後，利良奕回香港經商，初為經營男用內衣，其後兼營公煙生意（即鴉片），先在香港島皇后大道中開設「禮昌隆商號」，其後在九龍彌敦道開設「金興號」，致富后，成為顯赫的利希慎家族的奠基人。 